# Molino de Escartín
Molino de Escartín es una pedanía del municipio de Sabiñánigo, en la comarca del Alto Gállego de la provincia de Huesca, comunidad autónoma de Aragón, en España. Pasa cerca el río Guarga.